# Le Bourg-d'Hem
Le Bourg-d'Hem é uma comuna francesa na região administrativa da Nova Aquitânia, no departamento de Creuse. Estende-se por uma área de 15,39 km². Em 2010 a comuna tinha 218 habitantes (densidade: 14,2 hab./km²).